# Supercoupe de Suisse masculine de basket-ball
La Supercoupe de Suisse de basket-ball est une compétition créée en 2015. Elle met aux prises le vainqueur de la Coupe de Suisse de la saison précédente au champion national de la saison précédente. Elle a lieu au mois de septembre ou octobre, avant le début de la saison régulière.

## Histoire
La Supercup « Indoor Sports » – dont la première édition a eu lieu en 2015 au Hallenstadion à Zurich – est un événement réunissant dans un même lieu le champion (ou le finaliste en cas de doublé coupe-championnat) au vainqueur de la Coupe de Suisse.
Elle a été mise en place par la Mobilière en partenariat avec SwissBasketball.

## Finalistes par édition
| Date             | Lieu     | Rencontre               | Rencontre              | Score |
| ---------------- | -------- | ----------------------- | ---------------------- | ----- |
| 2024             | Fribourg | Fribourg Olympic        | Spinelli Massagno      | 98-70 |
| 2023             | Fribourg | Spinelli Massagno       | Fribourg Olympic       | 74-56 |
| 2022             | Fribourg | Fribourg Olympic        | Union Neuchâtel Basket | 99-61 |
| 2021             | Fribourg | Fribourg Olympic        | Lions de Genève        | 93-62 |
| 2020             | Fribourg | Fribourg Olympic        | Lions de Genève        | 71-58 |
| 2019             | Yverdon  | Lions de Genève         | Fribourg Olympic       | 73-60 |
| 2018             | Yverdon  | Lions de Genève         | Lugano Tigers          | 94-77 |
| 2017             | Fribourg | Lions de Genève         | BBC Monthey            | 80-65 |
| 9 octobre 2016   | Fribourg | Fribourg Olympic Basket | Union Neuchâtel Basket | 75-55 |
| 5 septembre 2015 | Zurich   | Lions de Genève         | Lugano Tigers          | 66-74 |

## Palmarès
| Date | Lieu     | Vainqueur        | Finaliste              |
| ---- | -------- | ---------------- | ---------------------- |
| 2016 | Fribourg | Fribourg Olympic | Union Neuchâtel Basket |
| 2015 | Zurich   | Lugano Tigers    | Lions de Genève        |